# La Guardia
La Guardia é um município da Espanha, na província manchega de Toledo, comunidade autónoma de Castela-Mancha, de 196 km² de área, com população de 2329 habitantes (2006) e densidade populacional de 11,84 hab/km².

## Demografia
| Variação demográfica do município entre 1991 e 2004 | Variação demográfica do município entre 1991 e 2004 | Variação demográfica do município entre 1991 e 2004 | Variação demográfica do município entre 1991 e 2004 |
| --------------------------------------------------- | --------------------------------------------------- | --------------------------------------------------- | --------------------------------------------------- |
| 1991                                                | 1996                                                | 2001                                                | 2004                                                |
| 2441                                                | 2427                                                | 2379                                                | 2314                                                |